# フィレンツェ県

フィレンツェ県
Città metropolitana di Firenze

フィレンツェ県（フィレンツェけん、Città metropolitana di Firenze）は、イタリア共和国トスカーナ州に属する県級行政区画。県都フィレンツェは、トスカーナ州の州都でもある。
法制上の位置づけは、2015年1月1日に従来の県（Provincia）から大都市（Città metropolitana）に移行した。イタリア語版ウィキペディア等では廃止された Provincia di Firenze と新設された Città metropolitana di Firenze が別項目になっているが、便宜上双方を「フィレンツェ県」として本項で扱う。

## 地理

### 位置・広がり
トスカーナ州北部に位置し、北にエミリア＝ロマーニャ州と接する。県都フィレンツェは県域の中部に位置し、シエーナから北へ約50km、ピサから東へ約68km、ボローニャから南へ約81km、ペルージャから北西へ約118km、首都ローマから北北東へ約230kmの距離にある。
隣接する県は以下の通り。
- ボローニャ県（エミリア＝ロマーニャ州） - 北
- ラヴェンナ県（エミリア＝ロマーニャ州） - 北東
- フォルリ＝チェゼーナ県（エミリア＝ロマーニャ州） - 東
- アレッツォ県 - 南東
- シエーナ県 - 南
- ピサ県 - 西
- プラート県 - 北西
- ピストイア県 - 北西
- ルッカ県 - 北西

### 県内の地域と主要な都市
北部はムジェロ地方 (Mugello region) と呼ばれる。
2001年の国勢調査に基づく居住地区（Località abitata）別人口統計によれば、人口2万人以上の都市は以下の通り。
- フィレンツェ - 348,972人
- スカンディッチ - 45,758人
- セスト・フィオレンティーノ - 43,896人
- エンポリ - 32,626人
- カンピ・ビゼンツィオ - 29,039人

- フィレンツェ
- エンポリ

### 地勢
- アペニン山脈
- アルノ川

- 雪のフィレンツェ
- ムジェッロ地方の田園（スカルペリーア付近）

## 行政区画

### コムーネ
フィレンツェ県には41のコムーネが属する。主要なコムーネ（人口上位10位）は下表の通り。左端の数字はISTATコードを示す。人口は2024年1月1日現在。
右の地図中の番号は、コムーネのISTATコード下3桁を示す。下表に掲げた主要なコムーネのうち、地図中に名称を記さなかったものについては、番号を太字で示した。
| コード | 自治体名                                 | 人口    |
| ------ | ---------------------------------------- | ------- |
| 048017 | フィレンツェ                             | 363,837 |
| 048041 | スカンディッチ                           | 49,403  |
| 048043 | セスト・フィオレンティーノ               | 49,147  |
| 048014 | エンポリ                                 | 49,003  |
| 048006 | カンピ・ビゼンツィオ                     | 47,561  |
| 048001 | バーニョ・ア・リーポリ                   | 25,071  |
| 048052 | フィリーネ・エ・インチーザ・ヴァルダルノ | 23,158  |
| 048019 | フチェッキオ                             | 22,808  |
| 048033 | ポンタッシエーヴェ                       | 20,232  |
| 048024 | ラストラ・ア・シーニャ                   | 19,779  |

21世紀に入って以降、以下のコムーネ統廃合 (it:Fusione di comuni italiani) が行われている。
2014年発足
- フィリーネ・エ・インチーザ・ヴァルダルノ（フィリーネ・ヴァルダルノ、インチーザ・イン・ヴァル・ダルノが合併）
- スカルペリーア・エ・サン・ピエロ（サン・ピエーロ・ア・シエーヴェ、スカルペリーアが合併）

2019年発足
- バルベリーノ・タヴァルネッレ（バルベリーノ・ヴァル・デルサ、タヴァルネッレ・ヴァル・ディ・ペーザが合併）

## 人物
フィレンツェ市の出身者は除く。

### 著名な出身者
- レオナルド・ダ・ヴィンチ - ルネサンス期の芸術家。ヴィンチ生まれ
- フェルッチョ・ブゾーニ - 19-20世紀の作曲家、ピアニスト。エンポリ生まれ
- インドロ・モンタネッリ - ジャーナリスト、著述家。フチェッキオ生まれ
- ダーチャ・マライーニ - 小説家・劇作家・詩人。フィエーゾレ生まれ